# Gipskarst von Sivas

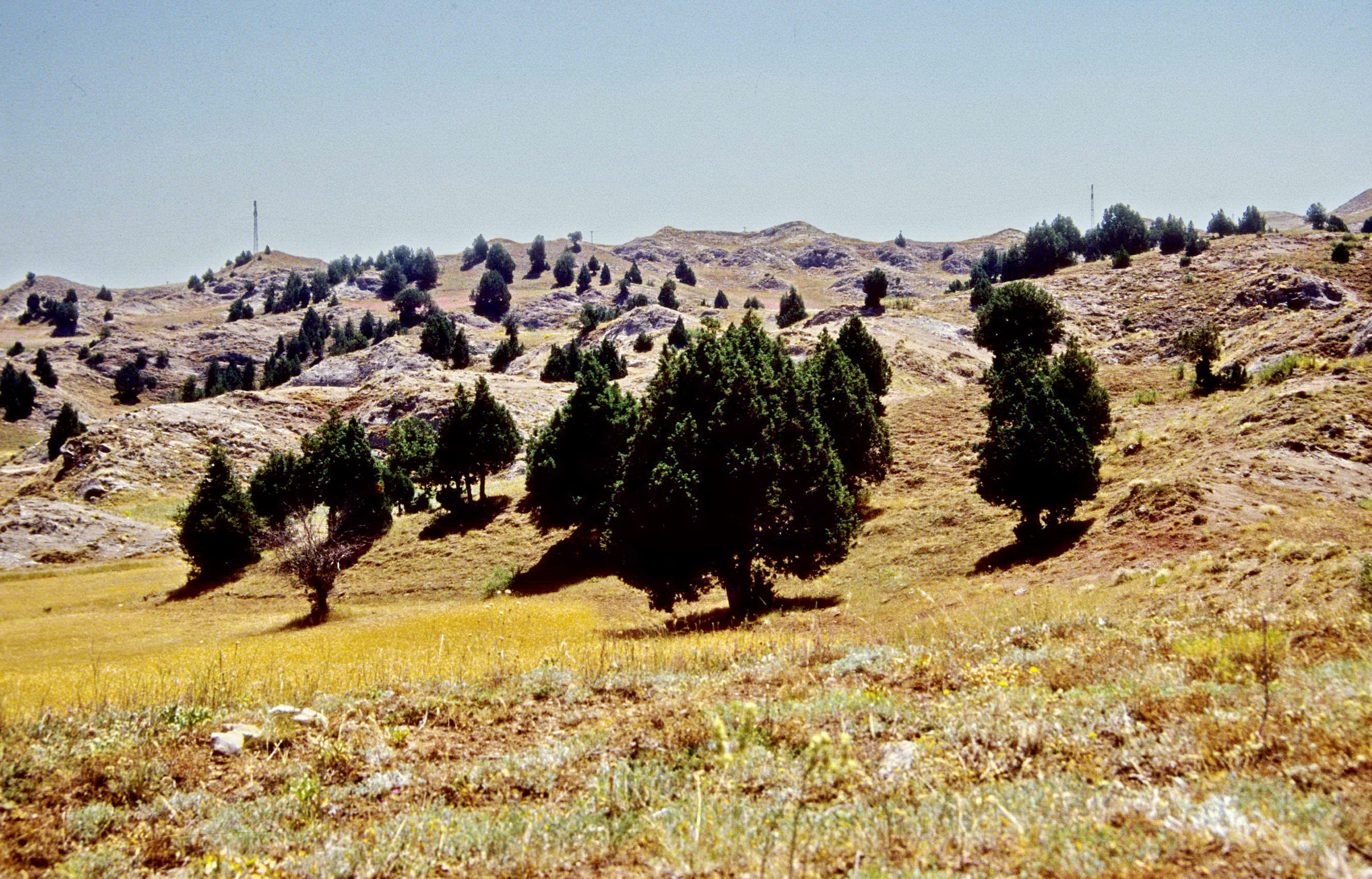
Die lichten Wacholderbestände in den sommer-trockenen Gipskarst-Gebieten von İmranlı signalisieren eine typische dem Klima angepasste Vegetation.

Ein Drittel der Gesamtfläche der Türkei besteht aus Karstgebieten. Im Vergleich zu den Karstregionen in Carbonatgesteinen ist die entsprechende Fläche in Gipsformationen relativ klein, wobei die meisten von ihnen in Zentralanatolien liegen. Die Gipssedimente stammen im Allgemeinen aus dem Oligozän und dem Miozän und wurden in terrestrischen Umgebungen wie Seen, Stränden und seichtem Meer oder Sabcha abgelagert. Obwohl es Gipsvorkommen in Regionen bei Ankara, Çankırı, Çorum, Kırşehir und Kayseri in Zentralanatolien gibt, treten die am weitesten verbreiteten und dicksten Folgen (mehr als 750 m dick) östlich von Sivas auf. Gipsschichten in anderen Regionen treten zumeist als dünne Lagen mit Zwischenbändern aus Ton, Mergel und Sandstein auf. Mit Ausnahme einiger Gebiete südlich von Çankırı haben sich daher in diesen Gebieten im Gips keine auffälligen Karstformen entwickelt. Dagegen stößt man in der Nähe von Hafik, Zara und İmranlı auf den massiven Gipssequenzen des Oligozän-Miozäns östlich von Sivas auf signifikant gut entwickelte Karren, Lösungsdolinen, Einsturzdolinen, blinde Täler, Karstquellen, Ponore, Höhlen und Poljen. Die in dieser Region typischen kontinentalen klimatischen Bedingungen mit einer nicht gerade üppigen durchschnittlichen jährlichen Niederschlagsmenge von 424 mm reichen für eine eindrucksvolle Verkarstung der Landschaft offenbar aus, denn die Niederschläge fallen im kalten, schneereichen Winterhalbjahr hauptsächlich konzentriert im Frühjahr, während die Sommer trocken und heiß sind. Die lichten Wacholderbestände in den sommer-trockenen Gipskarst-Gebieten z. B. von İmranlı signalisieren somit auch eine entsprechend typische dem Klima angepasste Vegetation.

## Lagesituation
Das Gebiet des oberen Kızılırmak im Nordosten der Türkei, insbesondere östlich von Sivas, gehört zu den wichtigsten Gipskarstgebieten in der Türkei. Das Zentrum dieses Gebietes umfasst innerhalb des Sivas-Tertiärbeckens hydrologisch die Region des oberen Kızılırmak-Beckens im östlichen Inneranatolien zwischen Sivas und İmranlı, das sich mit einer Fläche von ca. 2140 km² bei wechselnder Breite von bis zu 55 km über 280 km erstreckt. Dieses im Norden vom Sivas-Überschiebungsgürtel begrenzte Becken bildete sich zwischen den Tauriden im Südosten, den Pontiden im Norden und dem Kırşehir-Massiv im Westen aufgrund der Schließung des nördlichen Zweigs der Neo-Tethys während der späten Kreidezeit bis zum frühen Paläozän. Nach neuesten Untersuchungen von 2006 hat sich das Sivas-Becken dabei auf einem Sockel der ozeanischen Kruste aus ophiolitischen Sedimenten des nördlichen Zweigs der Neo-Tethys gebildet. Die Basis des Beckens stellt demnach hauptsächlich eine Nahtzone dar, die zwischen dem Bogen des Pontus und dem Deckgebirge des Taurus als ein intrakontinentales Becken hauptsächlich nach der Schließung des nördlichen Zweigs der Neo-Tethys entwickelt wurde und jüngere tektonische Kollisionsprozesse in Zentralanatolien begleitete.

## Zur geologisch-tektonischen Einordnung

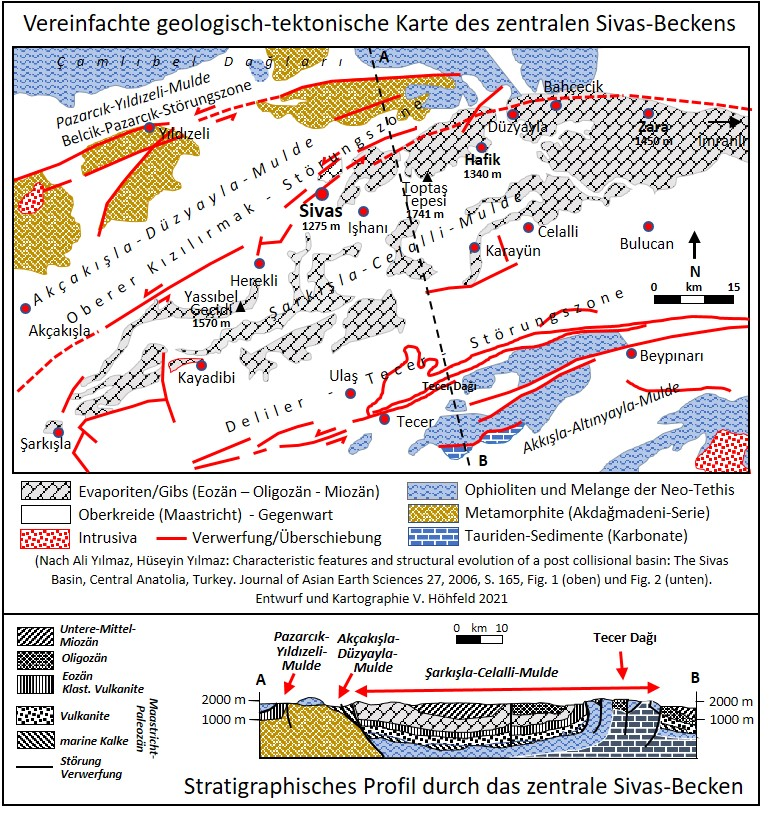
Die beiden kartographischen Darstellungen informieren über die geologisch-tektonische Situation des Beckens von Sivas in der Türkei unter besonderer Berücksichtigung der Gipskarst-Region zwischen Sivas und Zara.

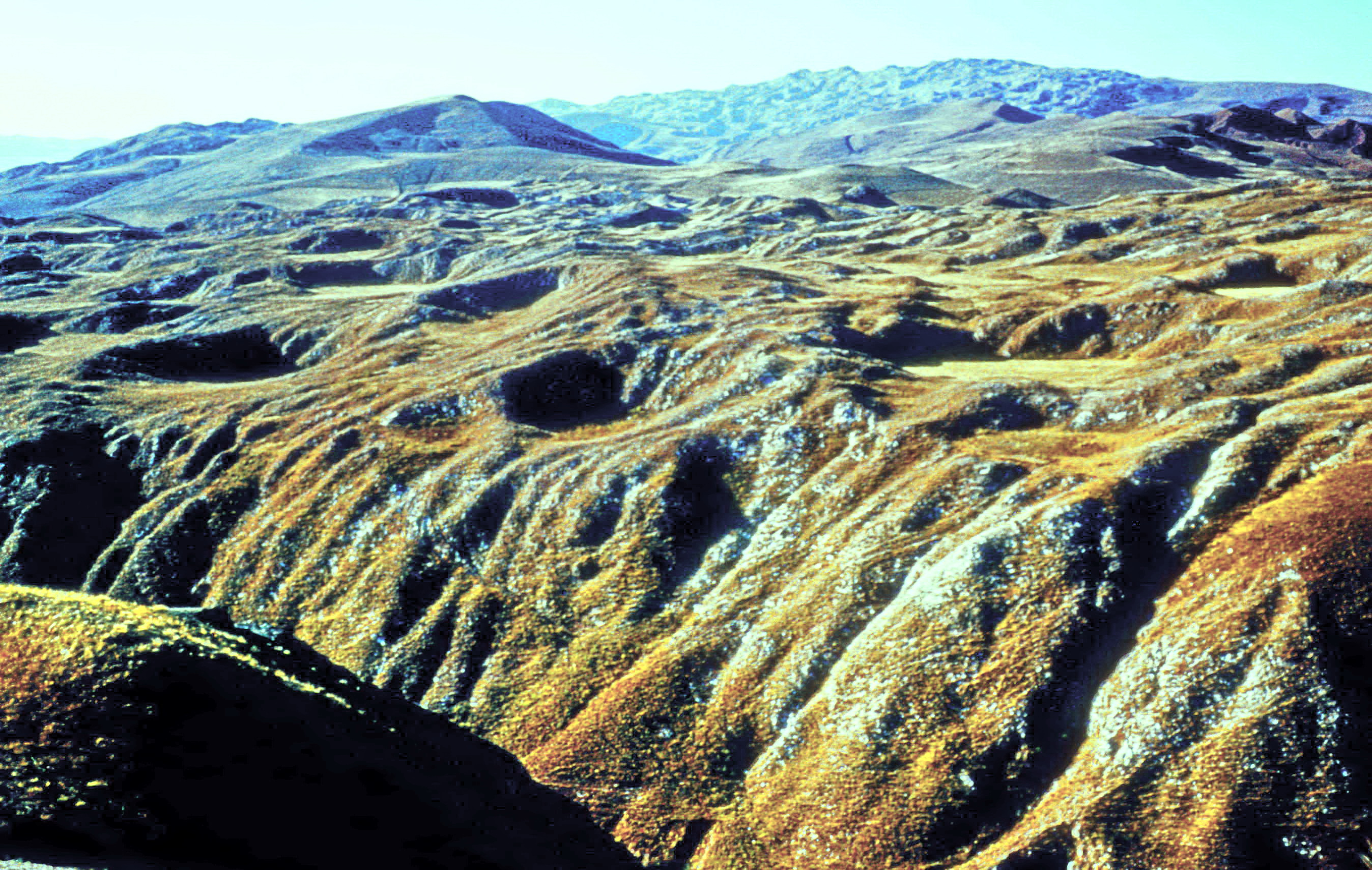
Bereits südlich von Sivas gibt es eine deutliche Häufung von Dolinenfeldern im Gipskarst, so z. B. nördlich von Şarkışla am 1570 m hohen Yassıbel-Pass in den nördlichen Ausläufern der İncebel Dağları zwischen Kayadibi und Sivas.

Ein Blick auf eine geologische Karte der Türkei  macht deutlich, dass die Gebiete mit Evaporiteinlagen (u. a. Gipskarstgebiete) bereits 70 km südsüdwestlich von Sivas einsetzen und sich über weitere mehr als 100 km von Sivas nach Osten hinziehen. Und ein Blick auf die Satellitenbilder in Google Earth bestätigt mehrfach Teilregionen südlich von Sivas mit deutlichen Häufungen von Dolinenfeldern, so z. B. nördlich von Şarkışla am 1570 m hohen Yassıbel-Pass in den nördlichen Ausläufern der İncebel Dağları zwischen Kayadibi und Sivas. Das zentrale Sivas-Becken ist ein langes und breites Tertiärbecken, das sich hauptsächlich auf einer ophiolitischen Naht der Neo-Tethis (älteres östliches Mittelmeerbecken) zwischen den taurischen Deckgebirgen im Süden und dem anatolisch-pontischen Gebirgsgürtel im Norden als intra-kontinentale Senke entwickelte, während sich der nördliche Zweig der Neo-Tethys im frühen Tertiär zu schließen begann, um anschließend während einer tektonischen Verformungsphase in der späten pliozän-quartären Zeit unter Nord-Süd-gerichtetem Druck verformt zu werden. Die randlichen Fundamente dieser großen tektonischen Senke bestehen an ihrem West-Nordwest-Rand aus paläozoischen Metamorphiten, die das östliche Ende des Kırşehir-Massivs bilden, sowie am südlichen Rand aus Karbonaten der oberen Trias- bis Oberkreideformationen des östlichen Endes des Taurusgürtels. Die nördlichen Ränder bestimmen metamorphe und ophiolitische Fazies der Pontiden (Çamlıbel Dağları).
Das Sivas-Becken ist sowohl in Längs- als auch in Querrichtung asymmetrisch und ist durch seitliche Verwerfungszonen gekennzeichnet. Die Sedimentfüllung besteht aus Molasse, einer dicken, flach-marinen und kontinentalen Abfolge zwischen Maastricht und Tertiär mit flachen marinen Zwischenbetten. Während des fortgesetzten intrakontinentalen gegeneinander gerichteten Drucks mehrerer Plattenteile (Konvergenz, gegeneinander gerichtete Drift von Kontinentalplatten) wurde das Sivas-Becken in kleine Teilbecken zerlegt, die an einem oder beiden Rändern durch Verwerfungen begrenzt sind. Solche Unterbecken sind z. B. die geologischen Teilbecken von Pazarcık-Yıldızeli, Akçakışla-Düzyayla, Şarkışla-Celalli, Akkışla-Altınyayla, İmranlı und İşhanı.
Ausschlaggebend für die Bildung der Gipskarstgebiete von Sivas war dabei die Şarkışla-Celalli-Mulde. Dieses Becken wird im Norden von der Verwerfungszone des oberen Kızılırmak und im Süden von der Deliler-Tecer-Verwerfungszone und der Tecer-Überschiebung begrenzt. Die untersten Ebenen der Beckenfüllung bestehen aus Tiefsee-Kalksteinen der Oberkreide (Maastricht) bis zum Paläozän, die nach oben in paläozäne basaltische Laven und eozäne klastische Gesteine übergehen. Im Osten überlagern mit lokalen Unregelmäßigkeiten klastische Gesteine des unteren Miozäns oder neritische Carbonate ältere Einheiten und gehen nach oben in Salztonebenen (meist Gips) über, wobei es im Westen Basalteinlagerungen innerhalb der terrestrischen Ablagerungen des mittleren Miozäns gibt. Diese Fazies weist auf einen allmählichen Übergang zwischen einem kontinentalen Niveau des Oligozäns und dem frühen Miozän hin und auf einen allmählichen Wechsel der Fazies zwischen östlichen und westlichen Beckenpartien. Als dominante Gesteinsfolgen, die aus sedimentären und metamorphen Gesteinen bestehen, deren Alter vom Paläozoikum bis zum Quartär reicht, treten im Zentralen Sivas-Becken in der Regel folgende Formationen auf (von alt nach jung / unten nach oben):
- Die Karaçayır-Formation des oberen Paläozoikums bis zum unteren Mesozoikum umfasst Gesteinsschichten mit verschiedenen Arten von Schiefern, Marmor und Quarzit.
- Die Gülandere-Formation des früh-mittleren Eozäns besteht hauptsächlich aus Gesteinsschutt (Sandstein, Tonstein, Schlickstein) und teilweise fossilen Kalksteinen.
- Die Kemah-Formation des unteren miozänen Kömür-Fazies, die auch Carbonat- und Kohleschichten enthält, besteht aus Sandstein-Tonstein-Schlammstein im Wechsel.
- Die Hafik-Formation des mittleren und oberen Miozän, hauptsächlich Gips mit Zwischenschichten von Steinsalz (Natriumchlorid, Halit) und Ton, bedeckt große Flächen und bildet das ausschlaggebende Gipskarst-Sediment.
- Die Pliozän-Zöhrep-Formation als stratigraphisch jüngste/oberste Fazies besteht aus in Tonstein und Kalkstein eingebettetem Konglomerat und Sandstein.
- Darüber folgte allerdings noch mancherorts das Quartär mit Travertin- und anderer Alluvial-Bedeckung.

Nach Untersuchungen in den frühen 1960er Jahren durch Fikret Kurtmann lag das spätere Gipskarstgebiet zwischen Sivas und Zara während der Kreidezeit noch in der Geosynklinale der Neo-Tethis. Während der laramischen Gebirgsbildung am Ende der Kreidezeit wurde das Gebiet zum ersten Male festländisch, lag während des Paläozäns in einem seichten Meer, wurde im frühen Eozän wieder zu einer kontinentalen Geosynklinale vertieft, in die – begleitet von untermeerischen magmatischen Prozessen – mächtige eozäne Flyschs und Andesitlaven sedimentiert wurden. Zum Ende des Eozäns wurde das Gebiet wieder als Festland herausgehoben und erhielt im nachfolgenden Oligozän unter ariden Klimabedingungen Sedimente von bunten Sandsteinen und Gips sowie Salzablagerungen. Mit Ende des Oligozäns bis zum bis Ende des mittleren Miozäns wird der Raum stellenweise erneut vom Neo-Tethismeer überflutet, das Kalk direkt auf der Gipsserie sedimentiert. Danach wurde das Gebiet stellenweise mit Seen versehen und bekam festländisches Aussehen, um am Ende des oberen Miozäns zu seinen rezenten Strukturen gefaltet und im Pliozän einem deutlich feuchteren Klima ausgesetzt zu werden, wobei sich Konglomeratschichten und travertinische Kalklagen sedimentierten.

## Gipskarstgebiet um Hafik und Zara

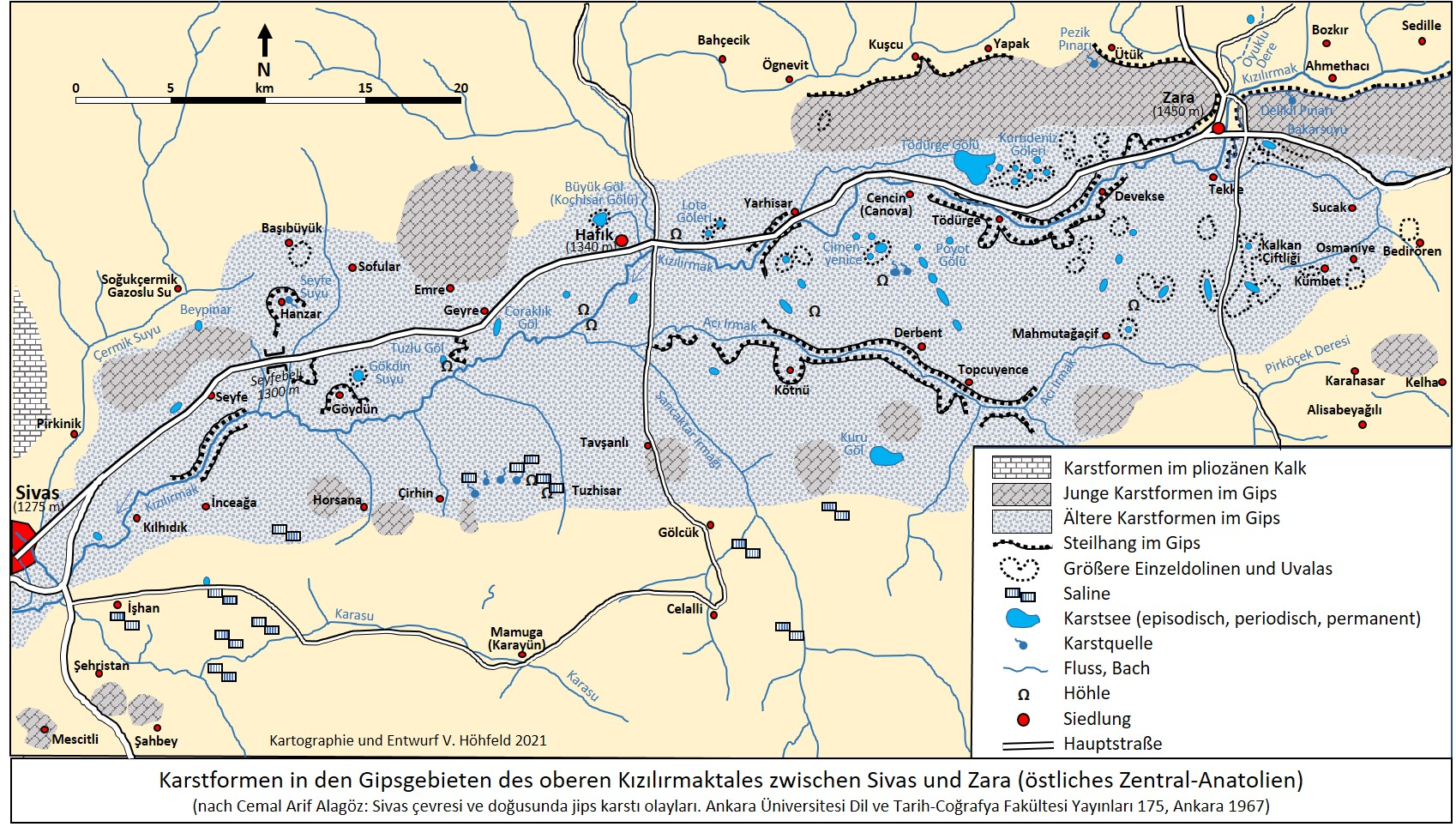
Die Karte zeigt die Überblicks-Situation der wichtigsten geomorphologischen Gegebenheiten der zentralen Gipskarst-Region von Sivas (Türkei).

Der dominierende Gesteinstyp der Hafik-Formation besteht aus weißem, beigem und grauem Gips mit stellenweise dünnen bis mitteldicken Schichten, meist massiv, häufig gefaltet und mit Scherzonen an der Basis. Obwohl die Dicke der gipshaltigen Einheiten der Hafik-Formation erheblich variiert, erreicht sie an einigen Stellen bis zu 750 m. Die in einem Gebiet von über 100 km Länge und 10–20 km Breite dominierende Gipsfazies zwischen der Provinzhauptstadt Sivas im Westen und der Kreisstadt İmranlı im Osten bestimmt mit ihren Karstformen auffällig auch das Landschaftsbild zwischen Hafik und Zara. Die dortigen gipsführenden Formationen sind keinesfalls einheitlich gelagert und zeigen unter anderem eine wiederholte Wechsellagerung von Gips, rotem Sandstein und Mergel, die von Kurtmann in den 1960er Jahren genauer dokumentiert wurde und die sich in Lagunen und seichten Binnenseen entwickelt haben muss, was auf ein heißes und trockenes Klima hindeutet.

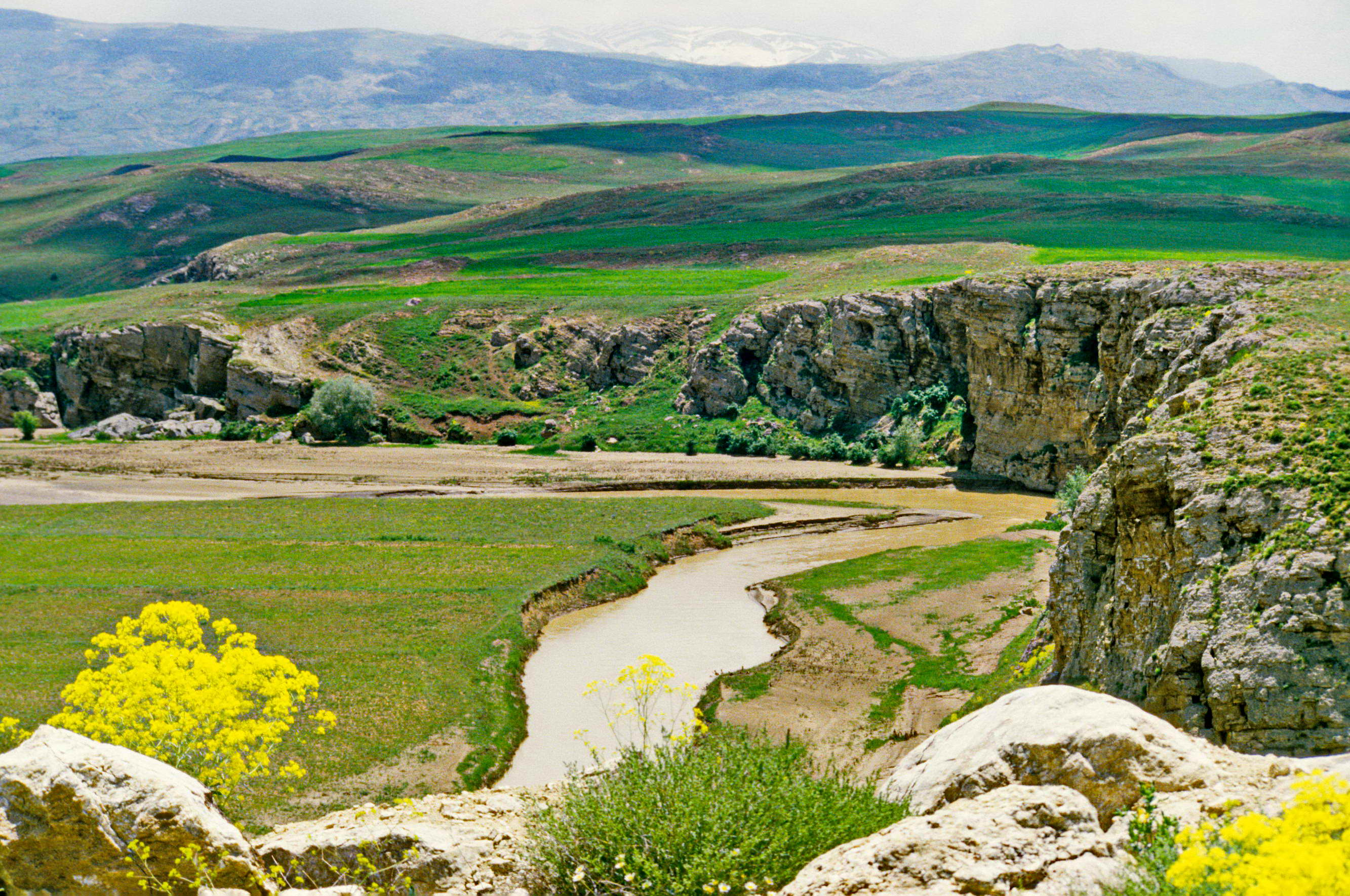
In die Gipskarst-Schichten des Oligo-Miozäns, wie hier bei Zara, hat der Kızılırmak mit seinem Oberlauf auf über 100 km Länge ein breites Tal eingetieft.

In diese rötlich-farbigen Schichtserien des Oligo-Miozäns hat der Kızılırmak mit seinem Oberlauf auf über 100 km Länge ein breites Tal eingetieft und erhält dabei zahlreiche Nebenflüsse. Daher ist der Kızılırmak ständig rötlich-trüb gefärbt, was ihm auch den Namen Kızılırmak (Roter Fluss) eingebracht hat, wobei das Wasser wegen des hohen Anteils an gelösten Natrium- und Kalium-Verbindungen einen bitteren Geschmack hat.
Cemal Arif Alagöz gliedert das Gebiet des oberen Kızılırmak in topographischer und karstmorphologischer Hinsicht in zwei Großeinheiten, in "die hohen Gipsplateaus" und "die untere Karstfläche".
- Die hohen Gipsplateaus erstrecken sich zwischen Hafik und İmranlı auf einer Länge von über 50 km mit einer Breite von etwa 5 km und erreichen Höhen von 1550 bis 1650 m. Nur einige aus widerständigem Sandstein und Kalkmergel bestehende Härtlinge ragen über die gefalteten oligozän-miozänen Gesteinsschichten sehr unterschiedlicher Zusammensetzung des wenig gegliederten und im Pliozän flächenhaft erodierten (denudierten) Plateaus.
- Die untere Karstfläche mit einer durchschnittlichen Höhe von 1400 m ist stärker verkarstet als die höher gelegenen Gipsplateaus und erstreckt sich als ein 10–15 km breiter Gürtel links und rechts des Kızılırmaktales. Sie gilt als breite pliozäne-pleistozäne Erosionsterrasse, die durch den Kızılırmak und den Acı Irmak (Bitterfluss) aus dem hohen Gipsplateau und auf dessen Kosten herauspräpariert, verbreitert und streckenweise bis zu 80 m eingetieft wurde. Am ausgeprägtesten ist die untere Karstfläche östlich und südlich der Stadt Hafik zwischen dem Kızılırmak und seinem Nebenfluss Acı Irmak. Die untere Karstfläche ist ebenso wie die oberen Gipsplateaus von breiten Karsthohlformen wie Dolinen und Uvalas und von kuppigen Härtlingen durchsetzt. Diese Härtlinge, die allgemein 50–100 m hoch sind, bestehen aus Sandstein und Konglomeraten der eozänen Flyschformationen oder auch aus miozänen Gips und Kalkmergeln.[15]

## Details zu den Karstformen
Die Karstformen im Gips haben sich entsprechend den Verwerfungszonen und dem allgemeinen Streichen der Gipsbetten entwickelt. Die meisten dieser Karstmerkmale befinden sich in unterschiedlich großen Längsvertiefungen (Mulden), die den tektonischen Strukturen entsprechen. Diese Karstformen treten entlang von Nordost nach Südwest verlaufenden Schichtflächen und entlang von Nordwest nach Südost und Nordost nach Südwest verlaufenden Störungszonen auf.

### Dolinen und Uvalas

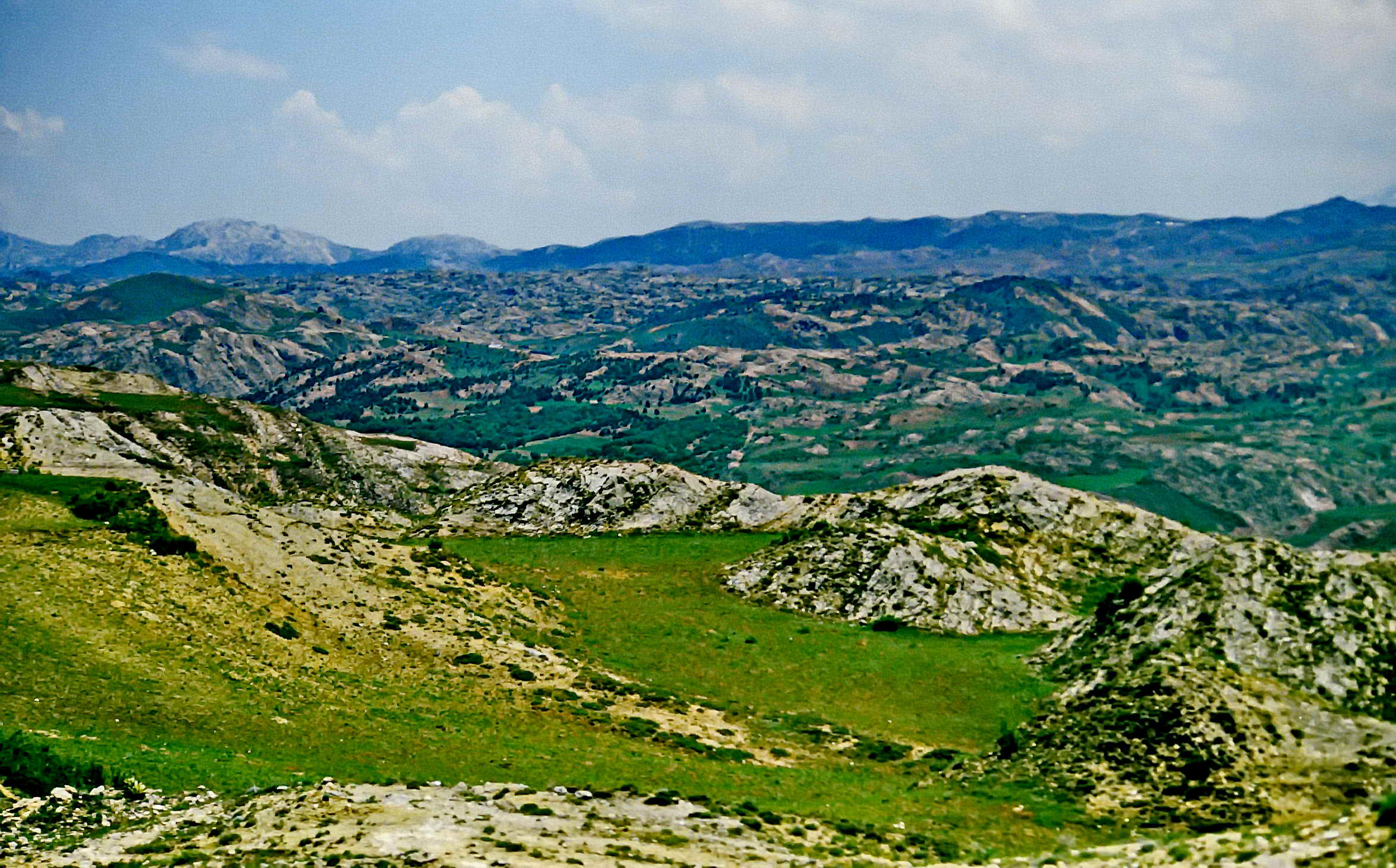
Eindrucksvoll unübersichtlich bietet sich dem Reisenden die Gipskarstlandschaft von Sivas um die Orte Zara und Hafik. Bereiche mit Lösungsdolinen in Form von flachen Gruben, die durch niedrige Grate voneinander getrennt sind (polygonaler Karst), findet man auf den Karstplateaus von Sivas häufig.

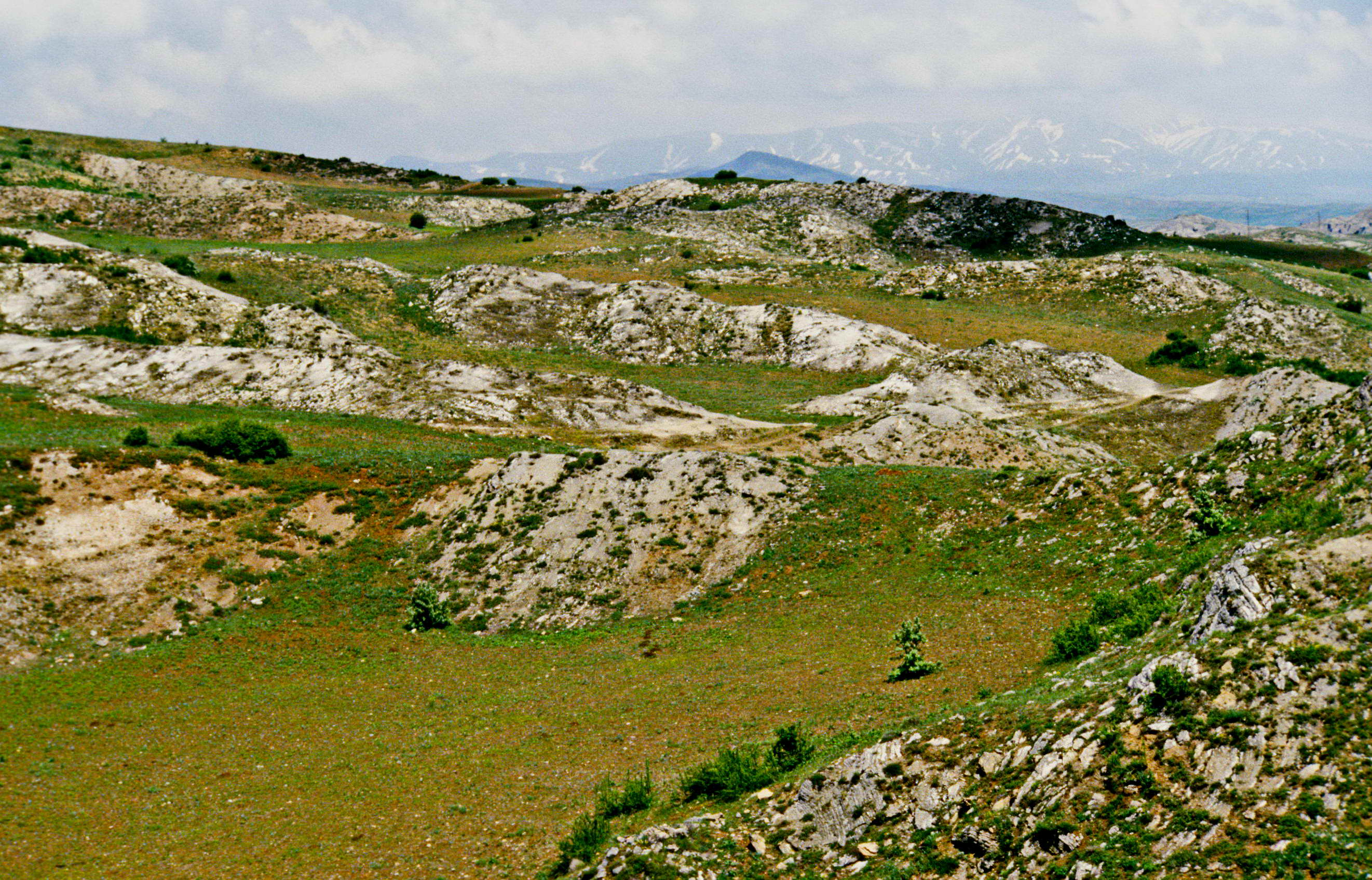
In mühevoller Arbeit muss die bäuerliche Bevölkerung in den kleingekammerten Gipskarstgebieten bei Zara (Provinz Sivas, Türkei) ihre oft winzigen Felder kultivieren.

Die ziemlich einheitlich wirkenden Gipsplateau-Flächen beidseits des Kızılırmak werden von einem dichten Dolinen-Netz durchlöchert. Die Dolinen sind vorwiegend trichter- oder pfannenförmig, und die größeren besitzen meistens Ponore. Bei Untersuchungen und Kartierungen zu Arten, Verbreitung und Dichte von Dolinen Ende der 2010er Jahre wurden auf einem 1609 km² großen Gebiet bei Geländebegehungen 10651 Dolinen und mit Hilfe von Satellitenbildern und topographischen Karten 42127 Dolinen erfasst. Dabei lag die maximale Dolinendichte bei 237 Dolinen/km² auf Gebieten mit Hochplateau-Charakter, die sich in Ost-West-Richtung parallel zur Schublinie erstrecken, die den Gips im Norden begrenzt. Mehr als 90 % aller Dolinen, die zwischen 1255 m und 2335 m Höhe verteilt sind, befinden sich in Höhenlagen zwischen 1300 m und 1700 m. Gebiete mit der höchsten Dichte liegen den Untersuchungsergebnissen zufolge zu fast 20 % zwischen 1500 und 1650 m Höhe.
Speziell Bereiche mit Lösungsdolinen in Form von flachen Gruben, die durch niedrige Grate voneinander getrennt sind (polygonaler Karst), findet man auf den Karstplateaus von Sivas häufig. Auch tiefe Einsturzdolinen, die durch den plötzlichen Einbruch der Decke von unterirdischen Karsthöhlen entstehen, weil sie die Deckenlast nicht tragen können, oft kreisförmig oder trichterförmig, mit steilen Hängen und manchmal mit Seen, sind im Sivas-Gipskarst weit verbreitet und bilden sich aufgrund der schnellen Gips-Auflösung insbesondere in Gebieten mit intensiven Verwerfungs- und Risssystemen. Die Dolinen sind im Durchschnitt 50–100 m breit und 25–30 m tief und weisen als Trichter- und Schüsseldolinen oft runde oder ovale Umrisse auf. Da sie nicht selten in Gips und zugleich in Sandsteinen und Mergel angelegt sind, besitzen sie unterschiedliche Hangneigungen. Dabei sind die Hänge im Gips immer steil und wandartig. Die meisten großen Dolinen besitzen ein oder auch mehrere Ponore, die vorwiegend am Fuße des aus Gips bestehenden Steilhanges liegen.
Daneben kommen vereinzelt auch einige Uvalas vor, die offensichtlich aus dem Zusammenwachsen von mehreren Dolinen entstanden sind. Die meisten Uvalas, wie das Kalkan Çiftliği, der Kuru Deniz, Lota und auch andere größere Dolinenkomplexe sind etwa 50–100 m in die untere Karstfläche eingesenkt, und ihre breiten, flachen Böden sind von eingeschwemmtem Ton und feinem Sand bedeckt. Da ihre Böden zumeist nur wenige Zehner von Metern über dem Niveau des Kızılırmak liegen, werden manche von seichten Seen und Sümpfen eingenommen. Dazu zählen Kuru Deniz, der Lota Gölü, der Kuru Gölü und der Demiryurt Gölü als die größten Uvala- bzw. Dolinenseen dieses Karstgebietes. Entsprechend dem vorherrschenden Gesteinsaufbau ist das Wasser der Seen, obwohl einige einen Abfluss zum Kızılırmak haben, ausnahmslos bitter und stark salzhaltig.

### Besondere Karstquellen
Dort, wo sich Schichtflächen und Störungszonen in den in Nordwest-Südost-Richtung verlaufenden Senken im Gips um das Kızılırmaktal und unterhalb des Alluviums kreuzen, entstanden entsprechende Kluftsysteme im Gips. Entlang der meisten dieser Fugenzonen, die vertikal oder nahezu vertikal verlaufen, haben sich Lösungshohlräume entwickelt. An solchen Kreuzungen kommt es häufig zu Karstquellen mit hoher Schüttung. Speziell die Quellen Göydün und Seyfe stammen aus einem karstigen Gipsgrundwasserleiter mit einem durchschnittlichen Abfluss von 1100 l/s bzw. 250 l/s. Darüber hinaus gibt es im gleichen Entwässerungsgebiet einige Quellen mit geringer Ausbeute (einige wenige l/s). Die Oberflächen-Einzugsgebiete der Quellen beträgt etwa 64 km². Allerdings kann der Niederschlag in diesem Gebiet alleine nicht die gesamte Grundwasserableitung aus den Quellen Göydün und Seyfe liefern. Berechnungen des Wasserbudgets zeigen, dass mehr als 70 % des Wassers dieser beiden Quellen aus abgeleitetem Wasser angrenzender Becken stammen.
An der Göydün-Quelle (auch Gölbaşı) auf 1306 m Höhe in der Nähe des Kızılırmaktales tritt Wasser durch einen trichterförmigen (ca. 5 m Durchmesser) vertikalen unterirdischen Lösungskanal vom Siphontyp aus. Die mittlere jährliche Abgabe der Quelle beträgt 1100 l/s und die Wassertemperatur 13 °C. Die Schüttung variiert nicht wesentlich zwischen nassen und trockenen Monaten. Das Wasser der Quelle fließt in den Kızılırmak.
Die Seyfe-Quelle auf 1305 m Höhe 5 km westlich der Göydün-Quelle tritt aus dem Gipsgrundwasserleiter durch Lösungskanäle an der Alluvium-Gips-Grenze aus. Die Quelle hat drei Hauptaustritte. Ihr Wasser bildet einen großen Sumpf (Hanzar-Sumpf) zwischen den Quellen und dem Kızılırmak. Die Quelle entlädt sich an der Kreuzung einer geologischen Muldengrenze mit einer tektonischen Störung. Der mittlere jährliche Abfluss der Quelle beträgt 250 – 300 l/s und die Wassertemperatur ebenfalls 13 °C. Ähnlich wie bei der Göydün-Quelle variiert der Abfluss der Seyfe-Quelle nicht wesentlich zwischen nassen und trockenen Monaten.
Die Quellen Göydün und Seyfe sind reich an gelösten Feststoffen, und die durchschnittliche elektrische Leitfähigkeit beträgt etwa 13000 µS/cm (Mikrosiemens/cm). Die Haupt-Kationen in den Gewässern sind Ca (Calcium) und Na (Natrium); Haupt-Anionen sind SO4 und Cl (Chlor), und das Wasser ist brackig. Aufgrund dieser Eigenschaften, insbesondere im Sommer und Herbst, verursachen die Quellen eine extreme Versalzung im Fluss Kızılırmak.

### Karstseen und Feuchtgebiete

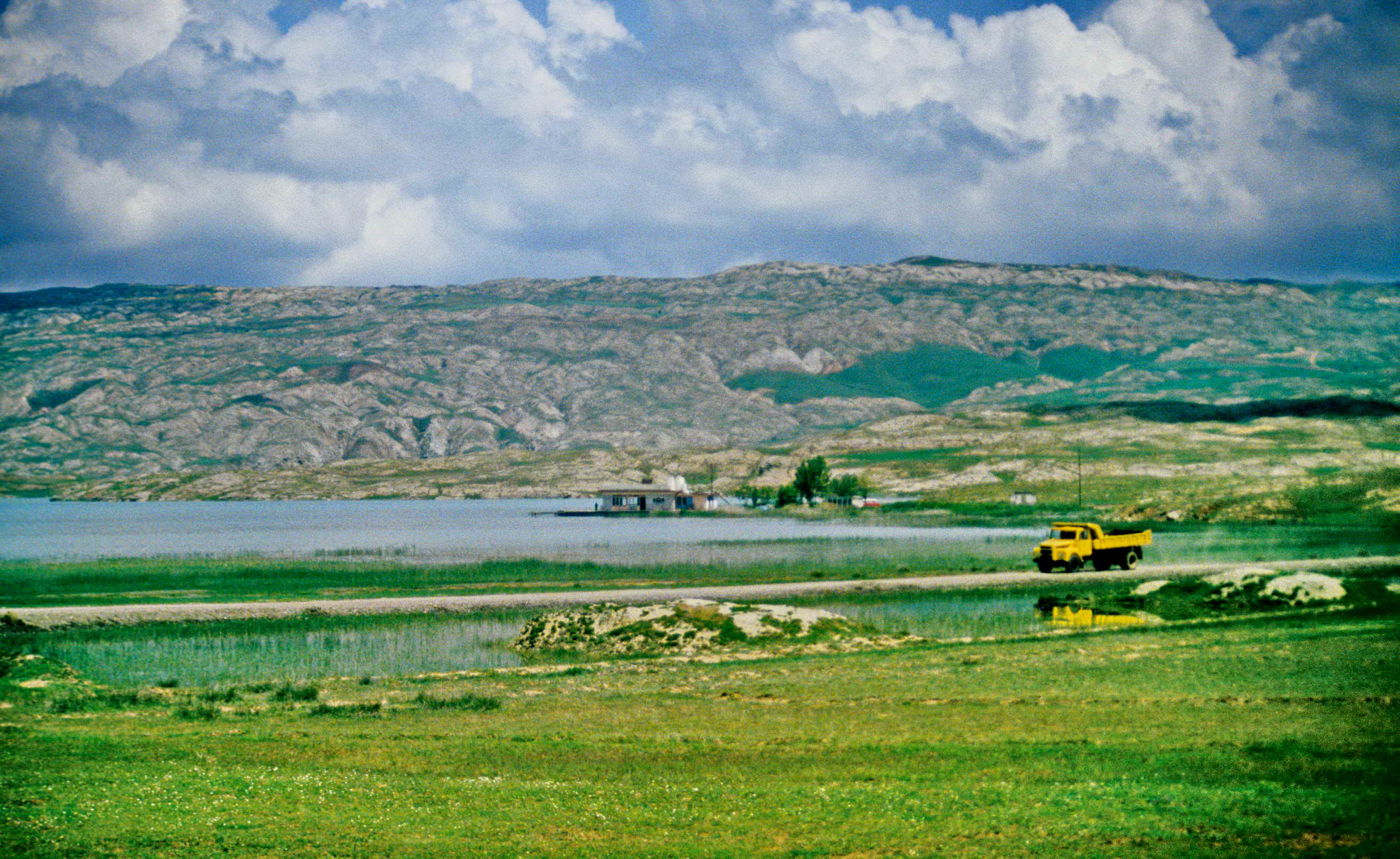
Der Tödürge (Demiryurt) Gölü in einer Karstsenke in 1295 m Höhe ist mit einer Fläche von 3,3 km² der größte Gipskarstsee in der Türkei. Die durchschnittliche Tiefe des Sees, der von vielen Karstquellen gespeist wird, variiert je nach Karstwasserspiegel zwischen 1,75 und 6 m, der tiefste Teil des Sees unterschreitet -35 m.

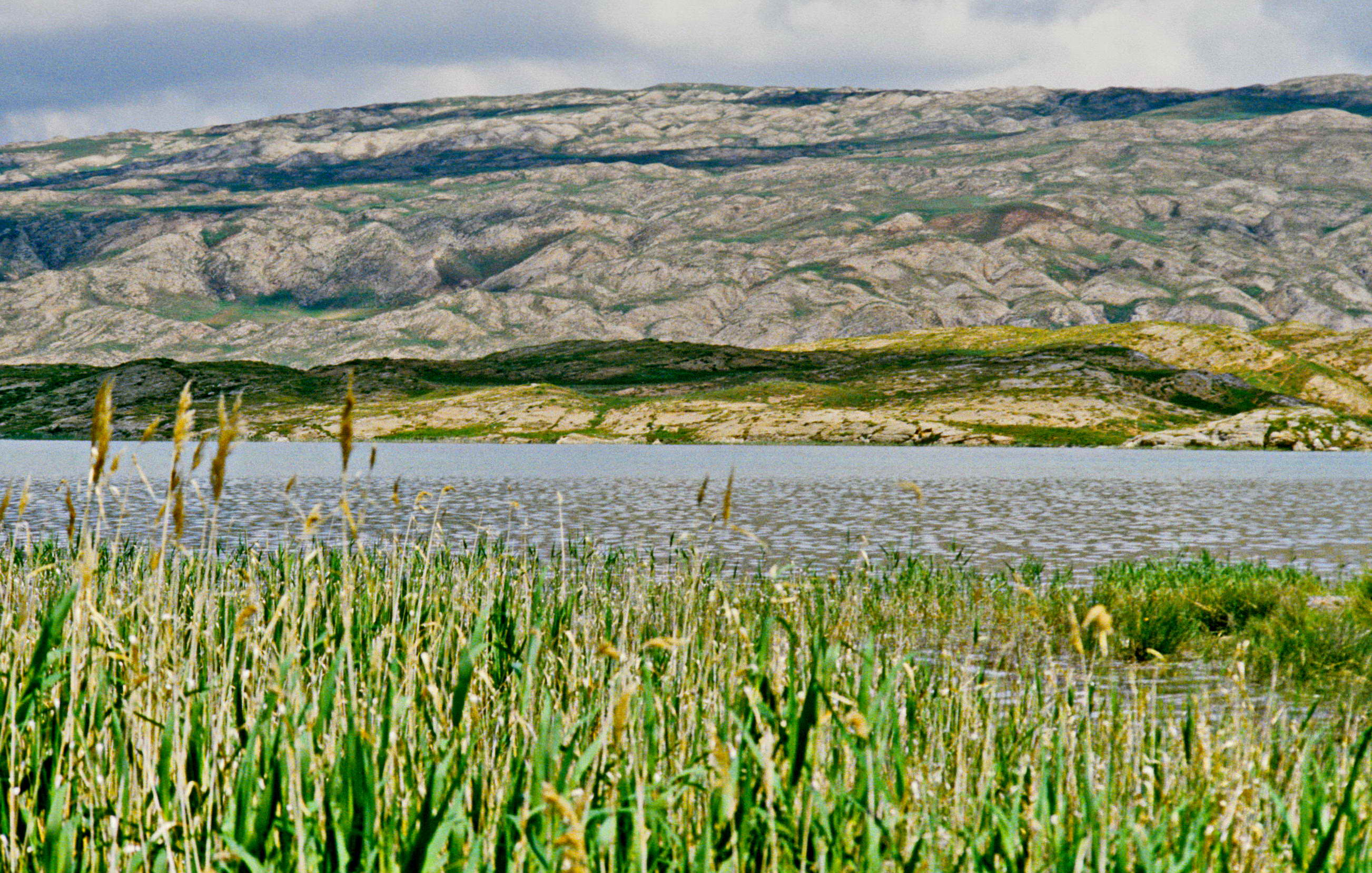
Der Blick nordwärts über den Tödürge (Demiryurt) Gölü bei Hafik offenbart die große Problematik für die dortige Agrarwirtschaft aufgrund der durch Gipsdolinen dicht bei dicht überzogenen Landschaft.

Der Tödürge (Demiryurt) Gölü in einer Karstsenke in 1295 m Höhe etwa auf halber Wegstrecke zwischen Hafik und Zara ist mit einer Fläche von 3,3 km² der größte Gipskarstsee in der Türkei. Die durchschnittliche Tiefe des Sees, der von vielen Karstquellen gespeist wird, variiert je nach Karstwasserspiegel zwischen 1,75 und 6 m, der tiefste Teil des Sees unterschreitet -35 m. Die kleinen See-Inseln Keşan und Üçtepeler zählen zu den internationalen Feuchtgebieten der Klasse "B" und beherbergen zusammen mit dem See diverse Vogelarten, wie Rotgans, Haarente, Kormoran, Stockente, Storch, Seeschwalbe, Kranich, Schopfhuhn und Rothalstaucher.

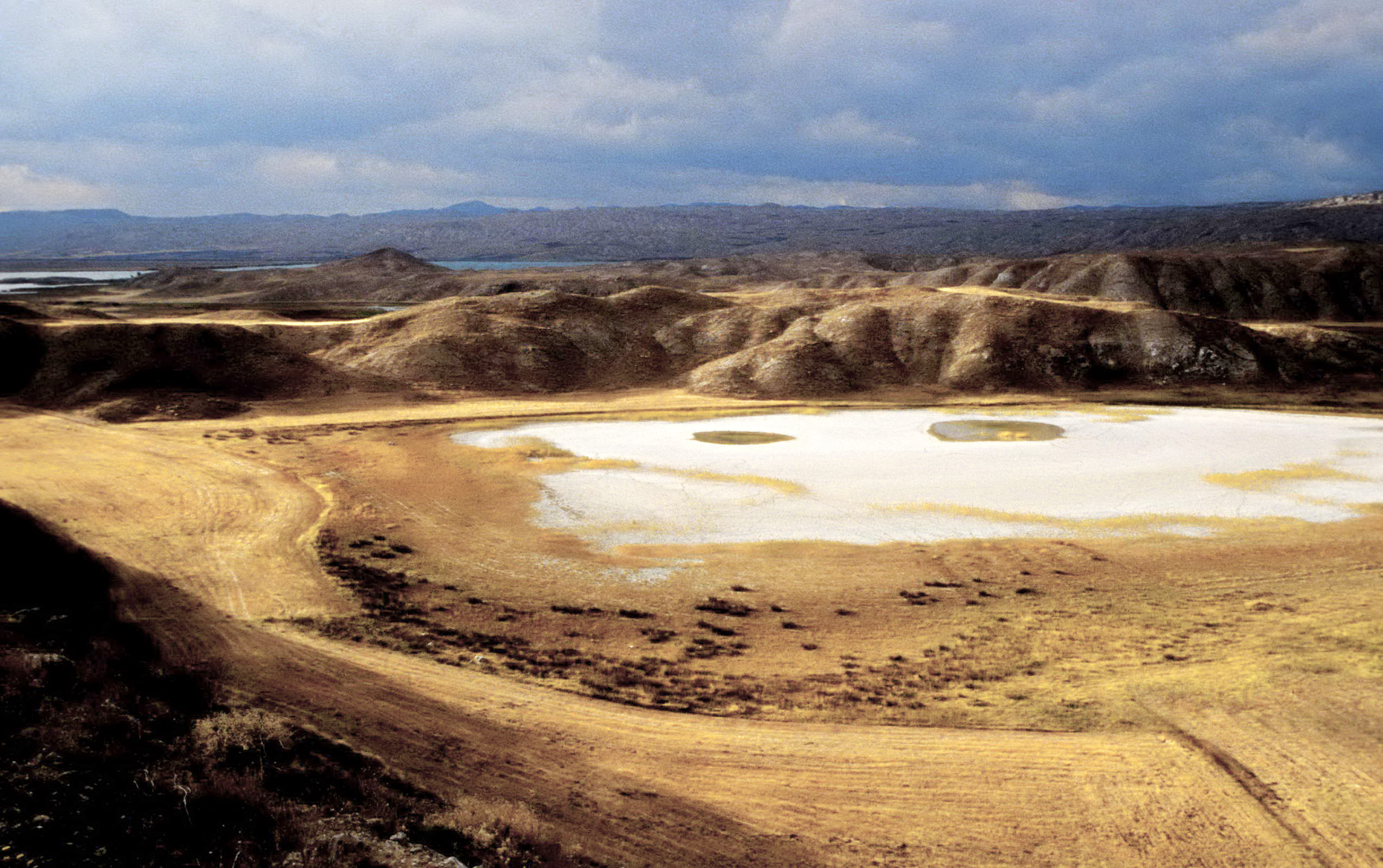
Spätsommerliche Gewitterstimmung über den Kurudeniz Gölleri bei Ekinli (Provinz Sivas, Türkei). Im Vordergrund der fast ausgetrocknete Kurudeniz Göl (kuru deniz = trockenes Meer).

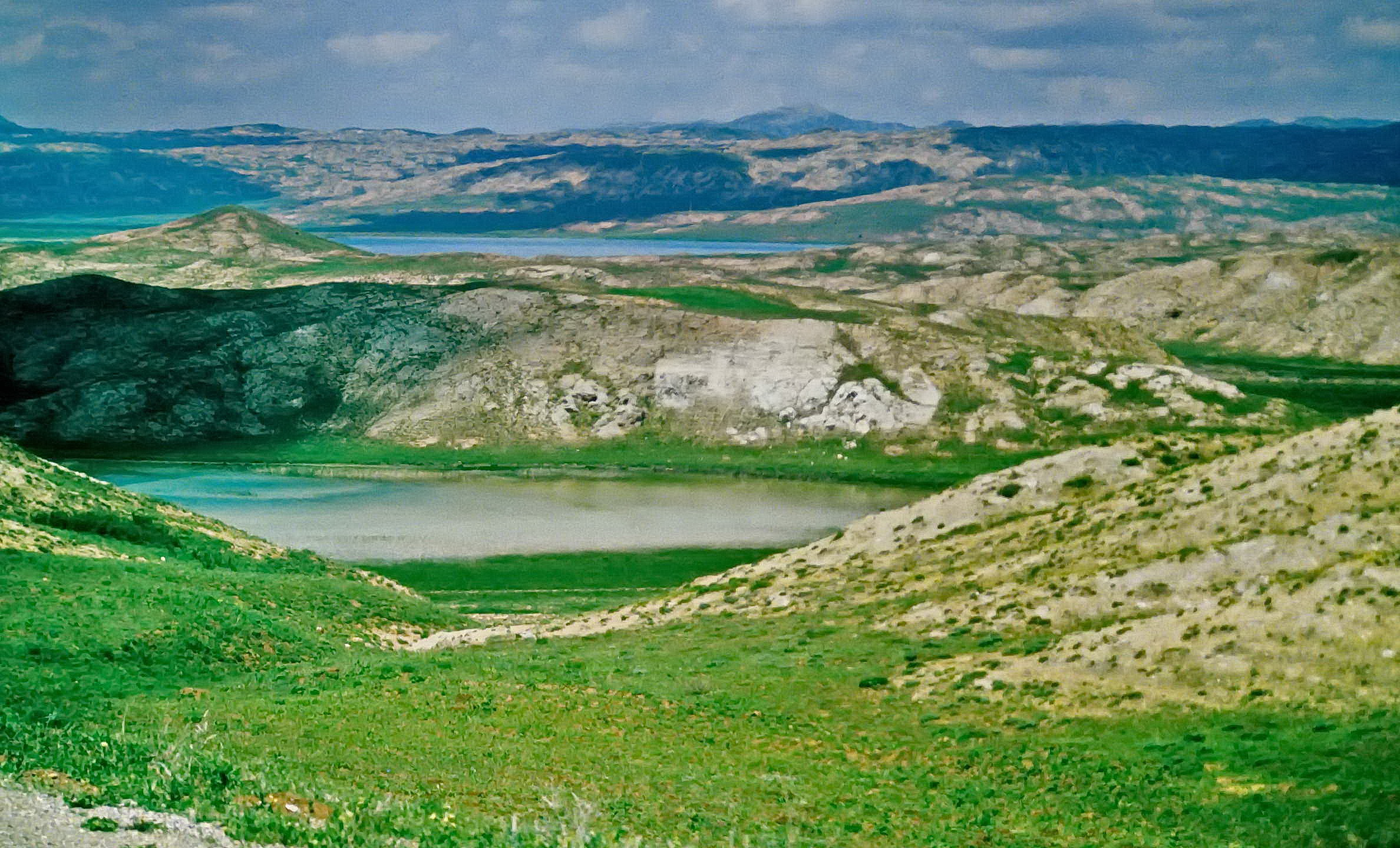
Der Zara-See, einer der Kurudeniz Gölleri in frühsommerlich grüner Landschaft: Für die beiden Kurudeniz-Karstseen (Zara Gölü, Kurudeniz Gölü) nördlich von Ekinli ist im Zusammenhang mit der Hochgeschwindigkeits-Eisenbahnstrecke zwischen Sivas und Erzincan eine Umweltverträglichkeitsprüfung vorgesehen.

Von den Kurudeniz Gölleri, einem Ensemble verschiedener kleinerer Karstseen unmittelbar östlich des Tödürge Gölü, sind  zwei zusammen mit mehreren anderen größeren Seen der Region im Zusammenhang mit dem projektierten Ausbau einer Eisenbahnverbindung als Hochgeschwindigkeitsstrecke von Sivas nach Erzincan ins Interesse der türkische Öffentlichkeit gerückt: Für den kleineren Zara Gölü (Seefläche 0,03 km²) und den östlicheren, größeren Kurudeniz Gölü (Fläche 0,11 km²) bei Ekinli ist seit 2014 wegen des Bahn-Projekts eine Umwelt-Verträglichkeitsprüfung vorgesehen.
Der Hafik (Koçhisar) Gölü (auch Büyük Göl) ist der zweitwichtigste große Karstsee der Region. Er liegt 3 km nördlich von Hafik und ist an allen vier Seiten von niedrigen Kämmen umgeben. Sein Durchmesser liegt bei etwa 1000–1100 m, seine Tiefe zwischen 2 und 6 m. Das Schilf rund um den See ist der Nist- und Brutplatz für Vögel, wie Blässhuhn, Wildgans und Wildente.

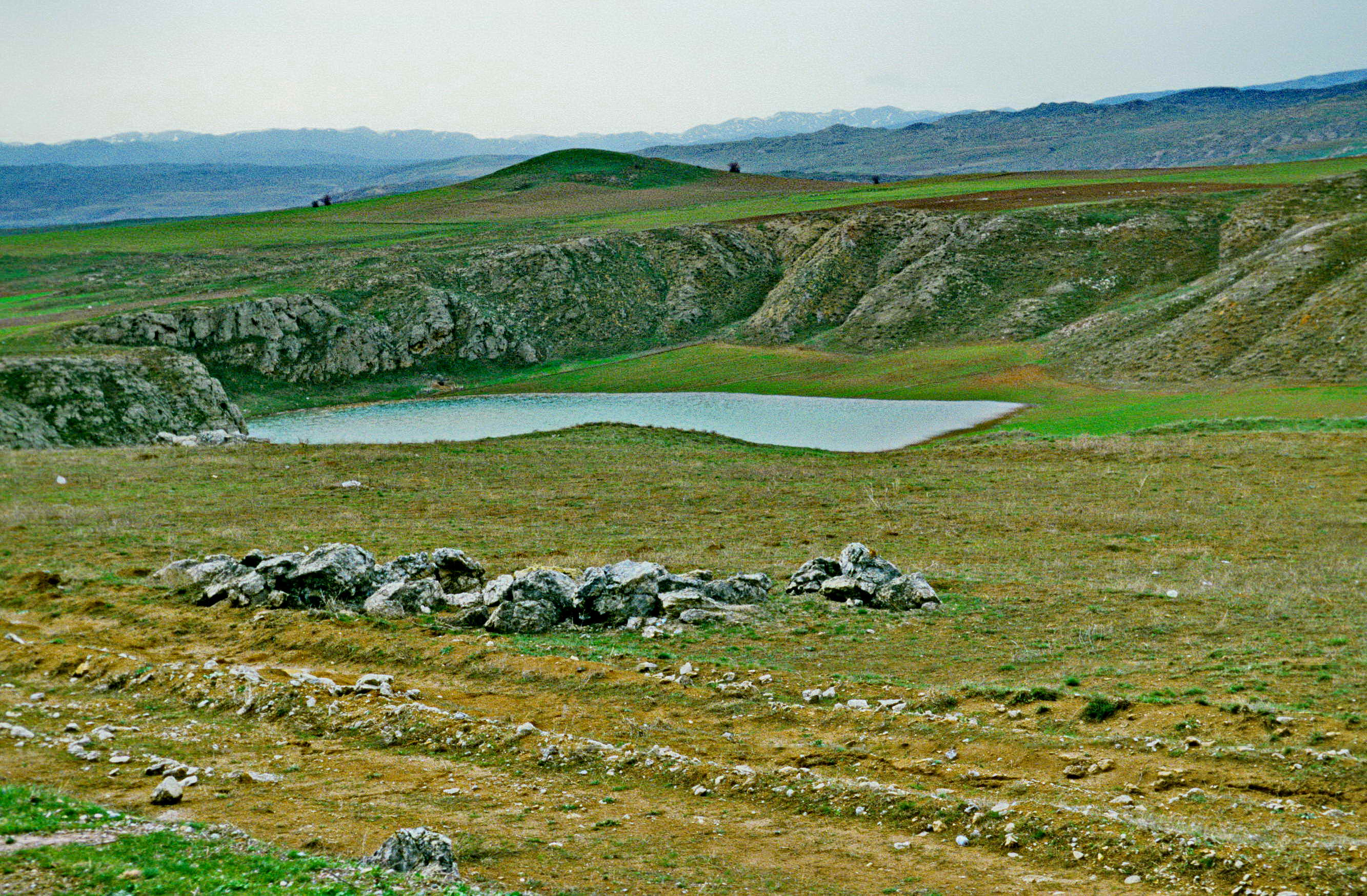
Der Hafik (Koçhisar) Gölü (auch Büyük Göl) bei Hafik ist der zweitwichtigste Karstsee im Gipskarst von Sivas. Sein Durchmesser liegt bei etwa 1000–1100 m, seine Tiefe zwischen 2 und 6 m.

Die beiden Lota Gölleri liegen etwa 3 km östlich von Hafik. Beide Seen, die aufgrund der auffälligen gleichen Wasserstandsänderungen wahrscheinlich über unterirdische Karsthohlräume miteinander Verbindung haben, sind Einsturz-Dolinen. Bei der Bildung von Seen, die durch eine Schwelle getrennt sind, spielten Tektonik und die korrosive Wirkung des Wassers eine große Rolle. Der westliche Lota-See auf 1309 m Höhe ist durchschnittlich 10 m tief und mit dem Kızılırmak verbunden. Der östliche Lota-See in 500 m Entfernung und auf 1334 m Höhe ist ein typischer Dolinen-See. Seine Tiefe variiert zwischen 11 und 35 m. Der See enthält Karpfen und ist Heimat vieler verschiedener Vögel.
Abgesehen von den oben genannten größeren Seen gibt es in der Region zahlreiche kleinere typische Dolinenseen, unter denen einige ebenfalls erwähnenswert sind: Taşlıgöl, Vaska Gölü, Akgöl, Karagöl, Çimenyenice Gölü, Kızılçam Gölü, Sarıgöl, Mağara Gölü, Kuru Gölü und Çoraklık Gölü.
Darunter gehören der Çimenyenice Gölü und sein Feuchtgebiet zu den wichtigen Habitaten für Vögel.
Der Kızılçam Gölü bei Canova in einer runden, trichterförmige Einsturzdoline hat einen Durchmesser von 220 m und ist 300 m tief, wobei sich der Stand des Wasserspiegels saisonal ändert.
Der kreisförmige Karagöl im Westen des Kızılçam Gölü ist ebenfalls eine Einsturzdoline mit einem Durchmesser von 45 m und einer Tiefe von 35 m vom Rand der Doline bis zum Seespiegel. Seine gesamte Tiefe ist nicht bekannt, man vermutet aber eine Verbindung mit dem Kızılçam Gölü und dem Akgöl in einer weiteren Einsturzdoline im Westen des Karagöl. Rund um den See wachsen Schilf und Pappeln.

### Höhlen im Gipskarst
Das Gipskarstgebiet zwischen Sivas und Zara enthält zahlreiche Höhlen, Überhänge und ausgehöhlte Stellen, die sowohl auf natürliche Weise, als auch durch menschliche Eingriffe entstanden sind. Die bekannteste Höhle der Region ist die Güngörmez-Höhle, die als reine Naturbrücke eine Verbindung zwischen den Lota-Seen herstellt. Sie ist ungefähr 30 m hoch, und ihre Decke ist offensichtlich teilweise eingestürzt. Angesichts des Schichtenzustandes zu beiden Seiten der Höhle rechnet man in naher Zukunft damit, dass auch die verbliebene Decke einstürzen wird. Eine weitere Höhle liegt im Süden des Dorfes Yarhisar an einem steilen Gipshang. Ihre Eingangshöhe beträgt 15 m und ihre Breite etwa 20 m. Durch partiellen Einsturz der Decke wurde der Eingangsteil auf natürliche Weise vergrößert.
Von den Höhlen bei Kalemköy, 3 km westlich des Dorfes Gökdin, wurden die meisten durch menschliche Eingriffe überformt. Die größte dieser Höhlen ist 15 m hoch und 6 m breit. Diese eigentlich natürliche Höhle, inzwischen eher ein Überhang (Abri) in einem Gipshügel, wurde von Menschen gegraben. Der Haupthöhlengang verengt sich nach den ersten 15 m vom Eingang her, und der schmale Durchgang wurde mit Gipsblöcken verschlossen. Drei künstliche Hohlräume (Durchmessern 1 × 1 m, 1 × 2 m, 1,5 × 3 m) wurden als Versteck- und Lagerräume verwendet. Höhlen und Hohlräume dieser Art, die durch menschliches Eingreifen im Gipskarst geschaffen wurden, gibt es insbesondere nahe bei Dörfern. Beispiele sind die Kalemköy-Höhle, die Deliktepe-Höhle, die Ambarkaya-Höhlen, die Taşlıgöl-Höhle, die Demiryurt-Höhlen (Tödürge), die Zara-Höhlen und die Durmuş-Höhlen. Ein besonderes Beispiel solcher Höhlen bieten die Tödürge-Höhlen im Dorf Demiryurt (Tödürge), wo in Felshöhlen Hunderte kleiner Räume in die Gipslagen gegraben wurden, wobei einige innen besonders angeordnet, mit Mauern versehen und über Treppen erreichbar sind. Eine interessante Entwicklung hat die Inhas-Höhle bei İmranlı hinter sich (siehe weiter unten).

## Gipskarst im İmranlı-Gebiet
Das Gebiet südlich von İmranlı bildet den östlichen Teil der Gipskarst-Region von Sivas. Es umfasst eine Areal zwischen dem Süden des Kızılırmak-Tals mit der Kleinstadt İmranlı und dem Bereich um den oberen Acı Çay, einem Nebenfluss des Kızılırmak. Auch dort gibt es Karstformen, wie Karren, Dolinen, Ponore, blinde Täler und Höhlen, darüber hinaus aber auch auskragende Gipsformationen, wie antiklinale und diapirische (Aufstiegs-)Strukturen und Gipskämme, die durch Gips-Tektonik emporgehoben wurden und die Deckschichten südlich von İmranlı durchbrochen haben. Dort findet man zudem einige der besten Beispiele für polygonalen (netzförmigen) Karst auf Plateaus in Gipsformationen mit einer Dicke von 500 m mit einer Dolinendichte zwischen 80 und 100 Stück pro km². Da der Karst dort im Allgemeinen sehr jugendlich ist, gibt es keine Poljen oder Einsturzdolinen, die für reiferen Karst charakteristisch sind. Andererseits hat Wasser, das in flachen Dolinen oder in blinden Tälern in Ponoren versickert, im Untergrund verschiedene Gipshöhlen gebildet. Viele dieser Höhlen sind vom Typ der Ponor- und/oder Quellhöhle.
Der dort weit verbreitete massive weiße Gips im Süden und Südosten von İmranlı gehört zur mittleren und oberen Fazies der Ağılkaya-Formation aus dem späten Oligozän (Chattian) bis zum frühen Miozän (Burdigalian). Die Ağıtkaya-Formation (zwischen 1400 und 2100 m Höhe) gliedert sich hier in zwei regionale Vorkommen bei Saklı und Karayün (benannt nach zwei Dörfern bei Sivas). Die Boynuzözü-Fazies, das unterste Sedimentpaket der Saklı-Sektion, wurde als Schwemmfächer in eine Sabcha sedimentiert. Das mittlere Sedimentpaket, die Hafik-Formation, besteht dort aus massiven Gipsvorkommen einer ehemaligen Sabcha, und die Celalli-Sedimente – als drittes Paket – enthalten dort flachmarine grüne Schlammsteine und Riffkalke. In der Karayün-Region dagegen besteht das Boynuzözü-Sedimentpaket aus kreuzgeschichteten roten Sandsteinen und Schlammsteinen mäandrierender Gewässer, das Hafik-Paket aus geschichtetem Gips aus Strandseen und bituminösem Ton aus Sümpfen. Das Celalli-Sediment enthält dünne marine fossilreiche grüne Schlammsteine und küstennahe Sandbank-Sedimente. Ein weiteres Sedimentpaket, die Eğribucak-Formation, die nur im Karayün-Bereich vorkommt, ist ebenfalls in drei Sedimentlagen gegliedert. Die unterste Lage (Sekitarla) besteht aus Sandstein- und Schlammsteinfolgen mäandrierender Flüsse, die mittlere (Pınarca) aus massiven Gipslagen in Strandseen und die oberste (Çakıltepe) aus flachen marinen grünen Schlammsteinen.
Bei Überschwemmungen, die im späten Oligozän begannen, waren diese Sedimente in einer seichten See- bzw. Sabcha-Umgebung abgelagert worden. Zwischen massiven Gipsbetten befinden sich entsprechend dünne Ton-, Schlammstein- und Sandsteinschichten. Besonders dort liegen die Gipsformationen in Form von Strukturen wie Diapiren und antiklinalen Gipskämmen vor, die infolge der Gips-Tektonik durch die darüber liegenden Deckformationen geschoben wurden. Die Gipsdicke an der Oberfläche beträgt dort zwischen 50 und 550 m. Das Gebiet befindet sich im Kızılırmak-Tal auf einer Höhe von 1600 m und erreicht im Südosten 2000 m. Hier liegt auch die Wasserscheide zwischen den Einzugsbereichen des Kızılırmak hin zum Schwarzen Meer und des Euphrat hin zum Persisch-Arabischen Golf.

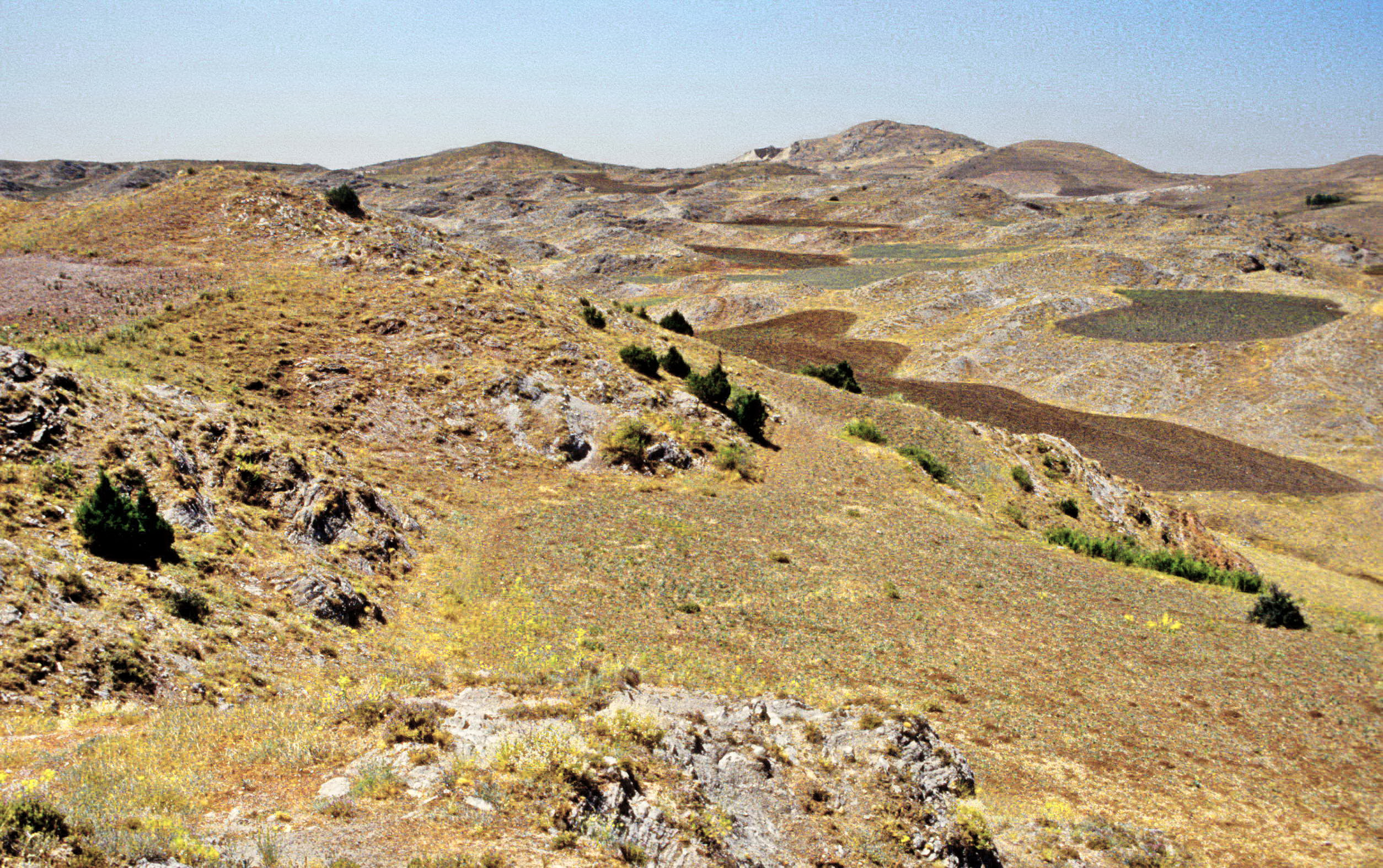
Das oft stark reliefierte Gelände im Gipskarst, wie hier bei İmranlı, eignet sich wegen der stark zerstückelten Feldflur in den Karstsenken nur bedingt zu einer intensiven Agrarnutzung.

Innerhalb dieser Gipsbetten, die noch von jüngeren Formationen bedeckt sind, haben sich aufgrund vertikaler Gips-Tektonik "S"-förmige Falten im Gips gebildet, die typisch sind für Gips- oder Salztektonik, und der Gips wurde in einigen Bereichen über die klastischen Deckschichten geschoben, wie z. B. beim Çorakgeçidi-Gipsgrat (Çorakgediği-Evaporitenmauer). Eine weitere wichtige gips-tektonische Struktur ist das unmittelbar benachbarte Gelenli Diapir, das sich beim Aufstieg in drei Phasen – im frühen Miozän, nach dem mittleren Miozän und zwischen Pliozän und Gegenwart – domartig mit zwiebelartigen Schichten und kleinen Falten durch viel jüngere Formationen gedrängt hat. Abgesehen von einem großen Gipskarstplateau, das von Karstformen durchlöchert und vom tiefen Canyon des Acı-Çay-Tales durchschnitten ist, sind wegen der großen Höhenlage, der steilen Hänge der antiklinalen und diapirischen Strukturen und aufgrund der dort einer Erosion gegenüber wenig widerstandsfähigen Sedimente V-förmige Täler und Ödlandschaften südöstlich von İmranlı weit verbreitet. In diesen Regionen gibt es keine Poljen, wie sie im Kızılırmak-Tal zwischen Hafik und Zara zu sehen sind, und große Einsturzdolinen mit Dolinenseen sind sehr selten. Obwohl diese und auch Suffusionslinien (Umlagerung und der Abtransport feiner Bodenteilchen) selten sind, gehören im dortigen Gipskarstgebiet Dolinen zu den häufigsten Karsterscheinungen. Abgesehen von diesen zeigt die Region andere Merkmale, wie Karren, Ponore, canyonartige und blinde Täler sowie Karstquellen und Höhlen, so dass sich das oft stark reliefierte Gelände im Gipskarst bei İmranlı  wegen der stark zerstückelten Feldflur in den Karstsenken nur bedingt zu einer intensiven Agrarnutzung eignet.
Die meisten Höhlen südlich von İmranlı sind vom Ponor-Quellentyp: Wasser, das über Ponore in blinden Tälern oder Dolinen unterirdisch abfließt, quillt anschließend aus den Talböden oder den Talhängen. Dadurch haben sich mit der Zirkulation von Grundwasser im Gips Höhlen gebildet. Es ist bekannt, dass sich vor allem um den Acı-Çay-Canyon Höhlen befinden. Aufgrund des tiefen Einschnitts des Bettes des Acı Çay im Bereich des massiven Gipses südöstlich von İmranlı konnten sich andere Nebenflüsse erosiv nicht anpassen, bildeten Hängetäler und/oder wurden zu kleinen Trockentälern. Nach und nach entstanden im Zusammenhang mit der Karstbildung in den Böden und Klüften Auflösungsformen. Regen, der in die Becken dieser „Paläotäler“ fällt, fließt an der Oberfläche z. B. über Dolinen-Ponore in die unterirdische Entwässerung und taucht dann an den Hängen des Acı-Çay-Canyons als Quellen aus Höhlenmündungen wieder auf. Das Wasser kann auch mehrmals entlang des Paläotals wieder auftauchen und erneut in Ponoren verschwinden und dort Gipshöhlen bilden. Die meisten dieser Höhlen mit einer Länge von 10 bis 20 m südöstlich von İmranlı sind allerdings unzugänglich, da ihre Eingänge durch Einstürze geschlossen sind.

### Die Entwicklung der İnhas-Höhle

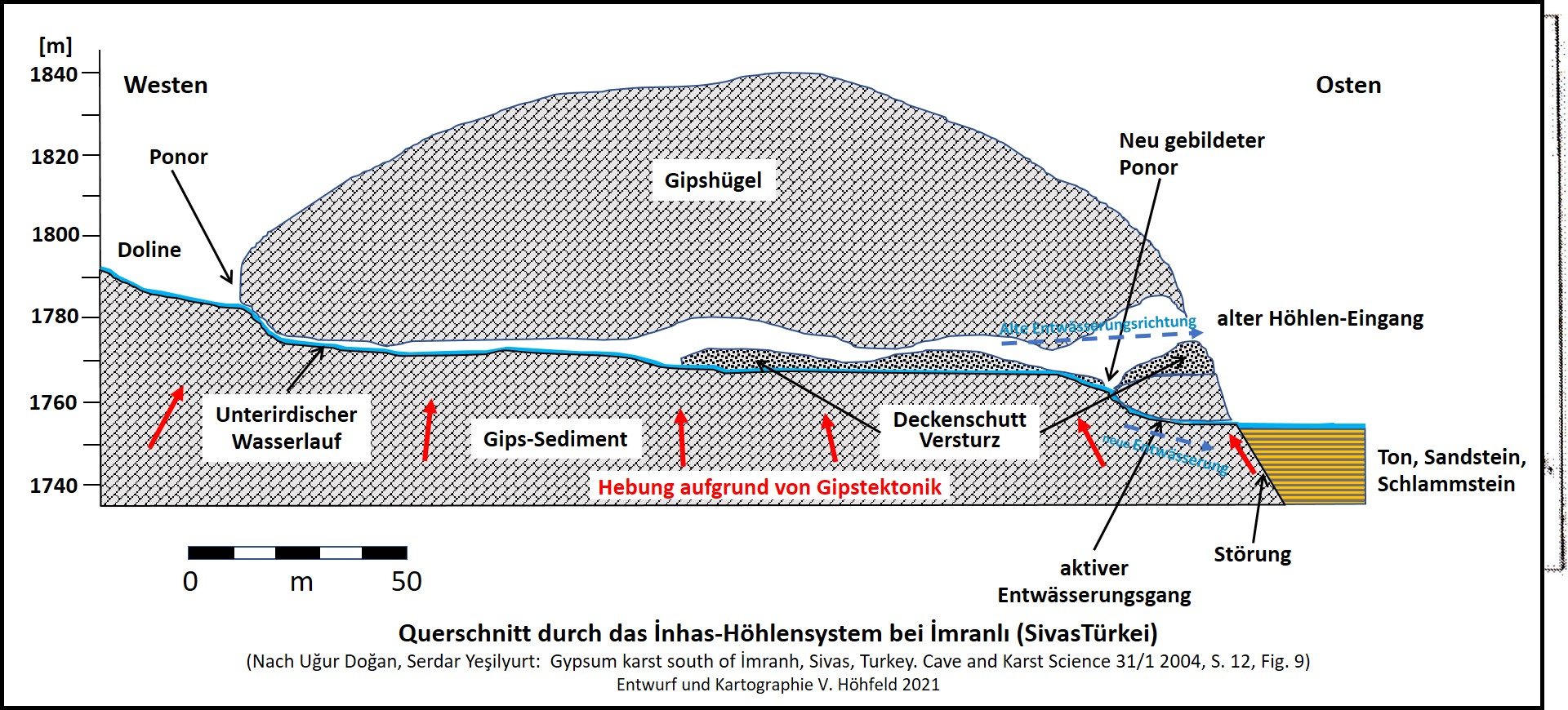
Die Skizze zeigt in einem Querschnitt durch die rezente İnhas-Gipskarsthöhle die Entwicklungs-Situation des İnhas-Höhlensystem bei İmranlı.

Für die Inhas-Höhle mit einer Gesamtlänge von 225 m beim Dorf Inhas südöstlich von İmranlı gilt dies nicht. Der Eingang der Höhle liegt am Ostfuß eines Gipshügels, der dort eine Hangneigung von 80° erreicht. Das Höhlensystem erstreckt sich in Ost-West-Richtung und besteht aus zwei unterschiedlich alten Teilen: Der ältere Teil ist ein etwa 180 m langes, nur noch teilweise aktiv entwässerndes Höhlen-Relikt, der zweite und jüngere Teil mit einer aktiven Entwässerung ist ein 75 m langes Höhlenstück, das 20 m unterhalb des alten Höhleneingangs durch eine unterirdische neue Karströhre über einen Ponor im Innern der Höhle drainiert wird. Die Deckenhöhe des alten Höhlendurchgangs liegt zwischen 1 und 16 m. Im Innern der Höhle etwa 8 m vom alten Eingangsbereichs entfernt beträgt die Höhe der gegenwärtigen Decke 16 m. Die Breite der durchgängigen Höhlenteile variiert zwischen 2 und 19 m. Nicht nur am Höhleneingang, sondern auch auf dem alten Höhlenboden häufen sich kleine Hügel aus Versturzblöcken der Höhlendecke, die stellenweise einen Durchmesser von 3 m erreichen. Die Dicke des Deckenversturzes erreicht zwischen 5 und 9 m Höhe.
Offenbar wurde ein Teil der dortigen Gipssedimente mit der alten Inhas-Höhle und damit auch mit dem Eingang des Inhas-Höhlensystems aufgrund von Gips-Tektonik domartig angehoben. Man geht davon aus, dass dieser jüngste Anstieg infolge der Gips-Tektonik (zwischen dem Pliozän und der Gegenwart) bei 11 bis 12 m liegt. Dabei verstopften Felsblöcke, die entlang der Bruchfläche abfielen, Teile des Höhleneingangs so stark, dass das unterirdische Wasser nicht über den emporgehobenen alten Höhleneingang abfließen konnte. Der unterirdische Wasserlauf suchte sich einen neuen Drainageweg und formte über einen neuen Ponor innerhalb der Höhle den rezenten aktiven Durchgang. Das unterirdische Wasser fließt von einer westlich gelegenen Doline durch ein Ponor in die schmalsten Teile der Höhle und erreicht unter oder neben den angehäuften Versturzhügeln den neuen Ponor und drainiert damit durch eine Passage ab, die sich erst kürzlich 20 m vom alten Höhleneingang entfernt gebildet hat. Der durch die Gips-Tektonik verursachte Verwerfungsbruch ist am 80° steilen Hang beim Eingang zur Höhle deutlich zu erkennen.